# Nemzeti Bajnokság I 1916-1917
L'edizione 1916-17 del Nemzeti Bajnokság I vide la vittoria finale dell'MTK, che conquista il suo quarto titolo, il secondo ufficiale consecutivo.
Capocannoniere del torneo fu Imre Schlosser del FTC con 38 reti.
Il campionato era costituito da un girone per le squadre di Budapest, più altri tre campionati regionali. Questi si sarebbero sfidati tra di loro, e la vincente avrebbe sfidato la vincente di Budapest per il titolo nazionale. In realtà non si disputarono né le sfide tra i campioni provinciali, né tantomeno quella per il titolo nazionale.

## Classifica (Budapest)
|    | Classifica        | G  | V  | N | P  | GF  | GS | Dif | Pt |
| -- | ----------------- | -- | -- | - | -- | --- | -- | --- | -- |
| 1  | MTK (C)           | 22 | 21 | 0 | 1  | 113 | 16 | +97 | 42 |
| 2  | Törekvés SE       | 22 | 16 | 2 | 4  | 71  | 20 | +51 | 34 |
| 3  | Újpesti TE        | 22 | 11 | 5 | 6  | 28  | 28 | 0   | 27 |
| 4  | FTC               | 22 | 11 | 4 | 7  | 29  | 23 | +6  | 26 |
| 5  | III. Kerületi TVE | 22 | 9  | 4 | 9  | 32  | 30 | +2  | 22 |
| 6  | Vasas SC          | 22 | 6  | 9 | 7  | 29  | 30 | -1  | 21 |
| 7  | MAC               | 22 | 7  | 4 | 11 | 47  | 53 | -6  | 18 |
| 8  | BAK               | 22 | 8  | 2 | 12 | 31  | 52 | -21 | 18 |
| 9  | BTC               | 22 | 6  | 4 | 12 | 25  | 52 | -27 | 16 |
| 10 | 33 FC             | 22 | 6  | 3 | 13 | 25  | 51 | -26 | 15 |
| 11 | Kispesti AC       | 22 | 5  | 4 | 13 | 22  | 57 | -35 | 14 |
| 12 | FTK               | 22 | 3  | 5 | 14 | 19  | 59 | -40 | 11 |

- (C) Campione nella stagione precedente

### Verdetti
- MTK campione d'Ungheria 1916-17.
- FTK retrocesso in Nemzeti Bajnokság II.